# Rue Biscornet
La rue Biscornet est une voie située dans le 12e arrondissement de Paris, en France.

## Origine du nom
Elle porte le nom du serrurier Biscornet, créateur vers le XIIe siècle ou le XIIIe siècle des pentures des deux portes latérales de la cathédrale Notre-Dame de Paris. Celles du portail central ont été réalisées en 1867 par le ferronnier Pierre Boulanger,.

## Historique
Cette voie est créée en 1650, sous le nom de « rue de la Planchette » parce qu'elle avait été formée sur l'emplacement d'un chantier de bois flotté.
Elle fut prolongée en 1827 par les soins de M. Lelobe dont les terrains s'étendaient jusqu'au canal Saint-Martin, ancien boulevard de la Contrescarpe, et devint la « rue Lelobe ». Elle fut appelée « rue Biscornet » par décret du 24 août 1864.

## Bâtiments remarquables et lieux de mémoire
Au débouché, sur le nord, l'immeuble de l'îlot Biscornet, construit en 2011.

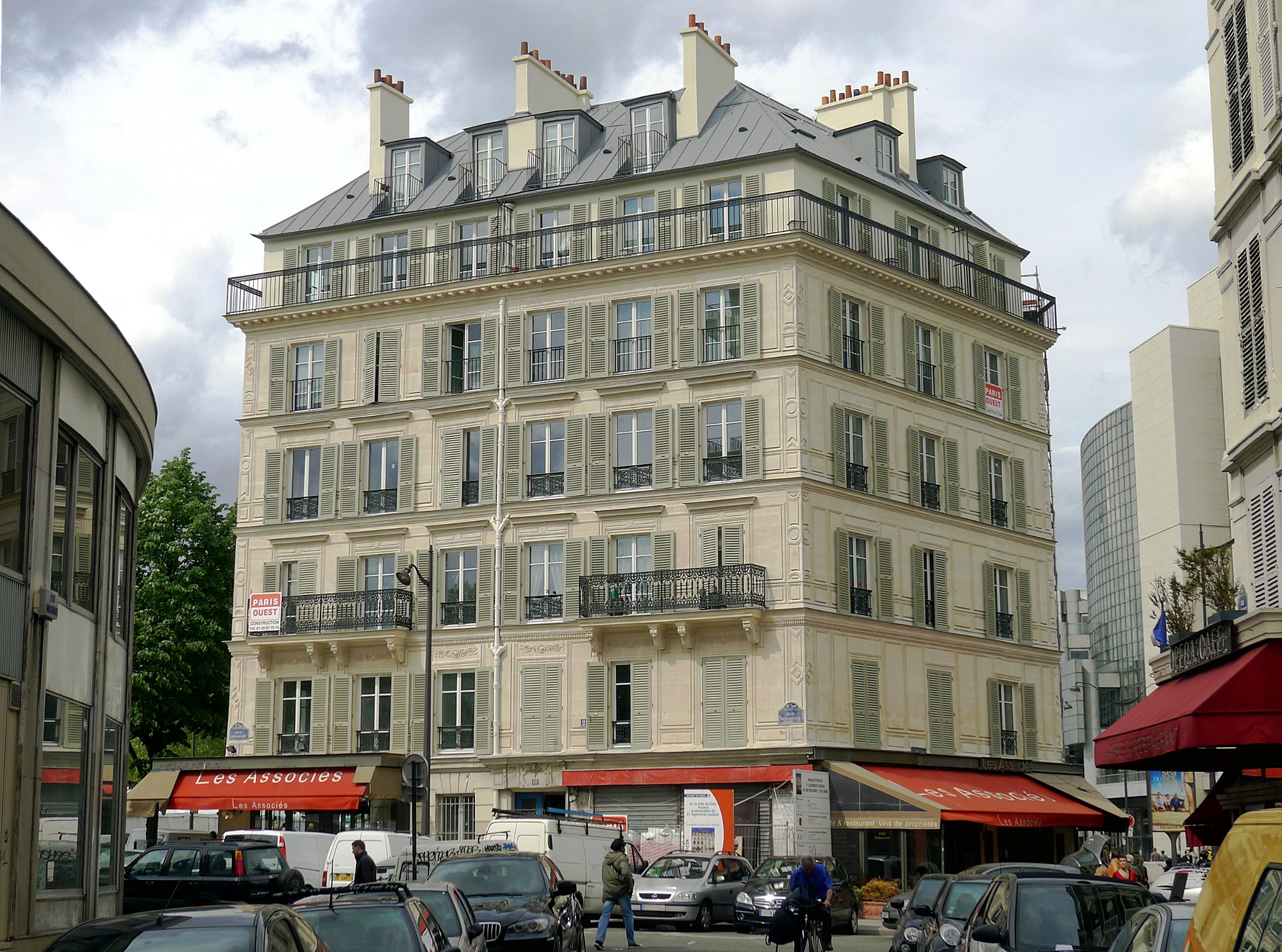
Immeuble au bout de la rue Biscornet.
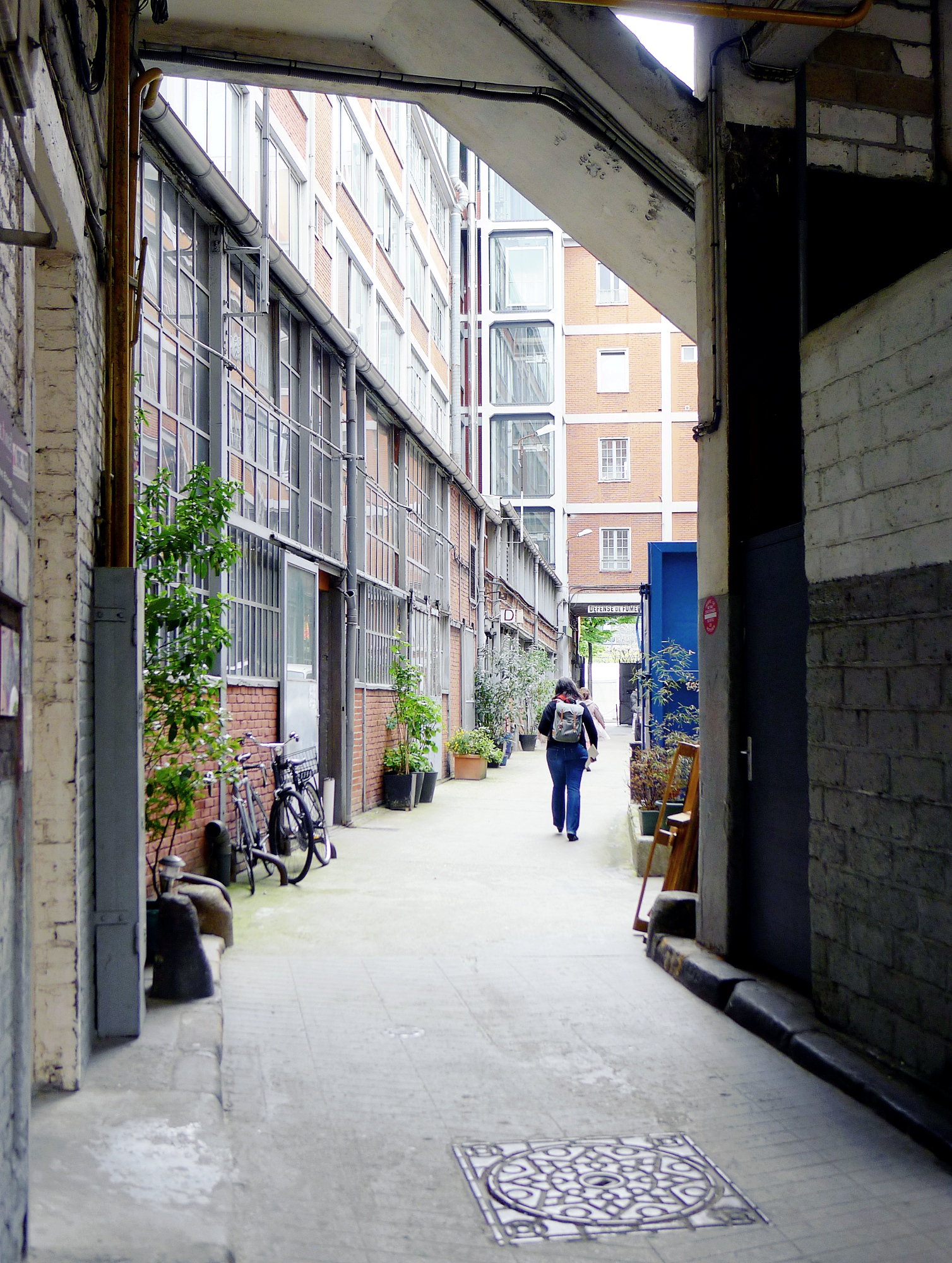
Passage du no 9 en direction du boulevard de la Bastille.